# Shehab Mohamed Abdalaziz
Shehab Mohamed Abdalaziz (* 8. August 1998) ist ein ägyptischer Diskuswerfer, der zu Beginn seiner Karriere im Kugelstoßen an den Start ging.

## Sportliche Laufbahn
Erste internationale Erfahrungen sammelte Shehab Mohamed Abdalaziz bei den Olympischen Jugendspielen in Nanjing, bei denen er im Kugelstoßen mit einer Weite von 19,17 m mit der 5-kg-Kugel den sechsten Platz belegte. Im Jahr darauf sicherte er sich bei den Juniorenafrikameisterschaften in Addis Abeba mit 18,43 m mit der 6-kg-Kugel die Silbermedaille und gewann anschließend bei den Jugendafrikameisterschaften in Réduit mit 19,87 m ebenfalls die Silbermedaille im Kugelstoßen und gewann im Diskusbewerb mit 58,31 m Bronze. Daraufhin wurde er bei den Jugendweltmeisterschaften in Cali mit 20,79 m Fünfter und brachte in der Diskusqualifikation keinen gültigen Versuch zustande. 2016 belegte er bei den U23-Mittelmeermeisterschaften in Tunis mit 16,62 m bzw. 49,19 m die Plätze vier und fünf. Anschließend gelangte er bei den U20-Weltmeisterschaften in Bydgoszcz im Kugelstoßen bis in das Finale, in dem er mit 17,80 m auf den zehnten Rang gelangte, im Diskusbewerb aber mit 53,19 m in der Qualifikation ausschied.
2018 wurde er bei den U23-Mittelmeermeisterschaften in Jesolo mit 52,73 m Achter und ägyptischer Meister im Diskuswurf. 2019 klassierte sich Abdalaziz bei der Sommer-Universiade in Neapel mit 55,21 m auf dem elften Platz. Sein Sieg bei den Afrikaspielen in Rabat mit einer Weite von 59,29 m und der ägyptische Meistertitel im Diskuswurf wurden später wegen Dopings annulliert. Nach Ablauf seiner Sperre gewann er 2021 bei den Arabischen Meisterschaften in Radès mit 58,05 m die Bronzemedaille hinter dem Kuwaiter Essa Mohamed al-Zenkawi und Moumen Bourekba aus Algerien und im Jahr darauf gelangte er bei den Afrikameisterschaften in Port Louis mit 52,05 m auf den vierten Platz. 2023 gewann er dann bei den Arabischen Meisterschaften in Marrakesch mit 57,01 m die Bronzemedaille honter dem Kuwaiter al-Zenkawi und Moaaz Mohamed Ibrahim aus Katar.

## Dopingsperre
Wegen Dopings mit Heptaminol wurde Abdalaziz ab dem 26. Juli 2019 disqualifiziert und für sechs Monate bis zum 25. Januar 2020 gesperrt.

## Persönliche Bestleistungen
(Stand: 7. Juni 2021)
- Kugelstoßen: 16,62 m, 4. Juni 2016 in Tunis
- Diskuswurf: 58,14 m, 31. Dezember 2020 in el-Maadi